# 御厨人窟
御厨人窟（みくろど）は、高知県室戸市室戸岬町にある弘法大師伝説の残る海蝕洞。室戸岬の突端付近にはこの御厨人窟と神明窟（しんめいくつ）の2つの海食洞が並んでおり、これらを総称して御蔵洞（みくらど）ということもある。四国八十八箇所・最御崎寺の近くにあり、番外札所の一つでもある。日本の音風景100選。本項では隣接する神明窟についても記述する。
落石からの安全確保のため入洞禁止措置が取られていたが、現在は保護ネット等による安全対策を施し入洞を再開している（令和3年5月現在）。

## 概要
御厨人窟と神明窟は国道55号沿いの室戸岬東側に位置する隆起海蝕洞である。洞窟前の駐車スペースとなっている場所は波食台であり洞窟上部の崖は海食崖である。御厨人窟の向かって右側に神明窟がある。それぞれ祠が祀られており、御厨人窟には五所神社があり祭神は大国主命、神明窟は神明宮があり祭神は大日孁貴となっている。
平安時代に弘法大師が修行した場所と伝えられている。御厨人窟は主に居住の場で、この洞窟から見える空と海から「空海」の法名を得たとされる。一方、神明窟は主に修行の場だったという。ここでの難行の最中に明星が口に飛び込み、悟りが開けたと伝えられている。
洞窟の中で聞こえる豪快な波の音は「室戸岬・御厨人窟の波音」として環境省の残したい「日本の音風景100選」に選定されている。また納経を希望する者のために五所神社によって納経朱印所である「みくろど納経所」が駐車スペース内に設置されている。
海蝕の進行による落石が頻繁化したために参拝者の安全の担保が不可能となったことを理由に、神明窟は2012年10月より、御厨人窟は2015年11月より、それぞれ立ち入り禁止となり封鎖された。そのために崖前の全面に侵入防護柵が設けられ、参拝に際しては柵の前に設置されている賽銭箱および献花台に対して行う事となっていた。両窟が立ち入り禁止となったのち、室戸市へ立ち入り再開の要望が相次いだため慎重な検査と検討を重ねたうえ、それぞれの洞窟の入口に鉄製防護屋根が設置され、2019年4月末から入洞ができるようになった。ただし、入洞時間は午前8時より午後5時まで（天候不良の場合は変更あり）、木柵内に入る際は自己責任のうえ、必ずヘルメット着用のこと（ヘルメットは納経所で貸し出し）。
またこの縁もあり室戸市明星来影寺に昭和59年11月「青年大師像」という台座5mを含むと21ｍの弘法大師の白い像が建設された。

## ギャラリー

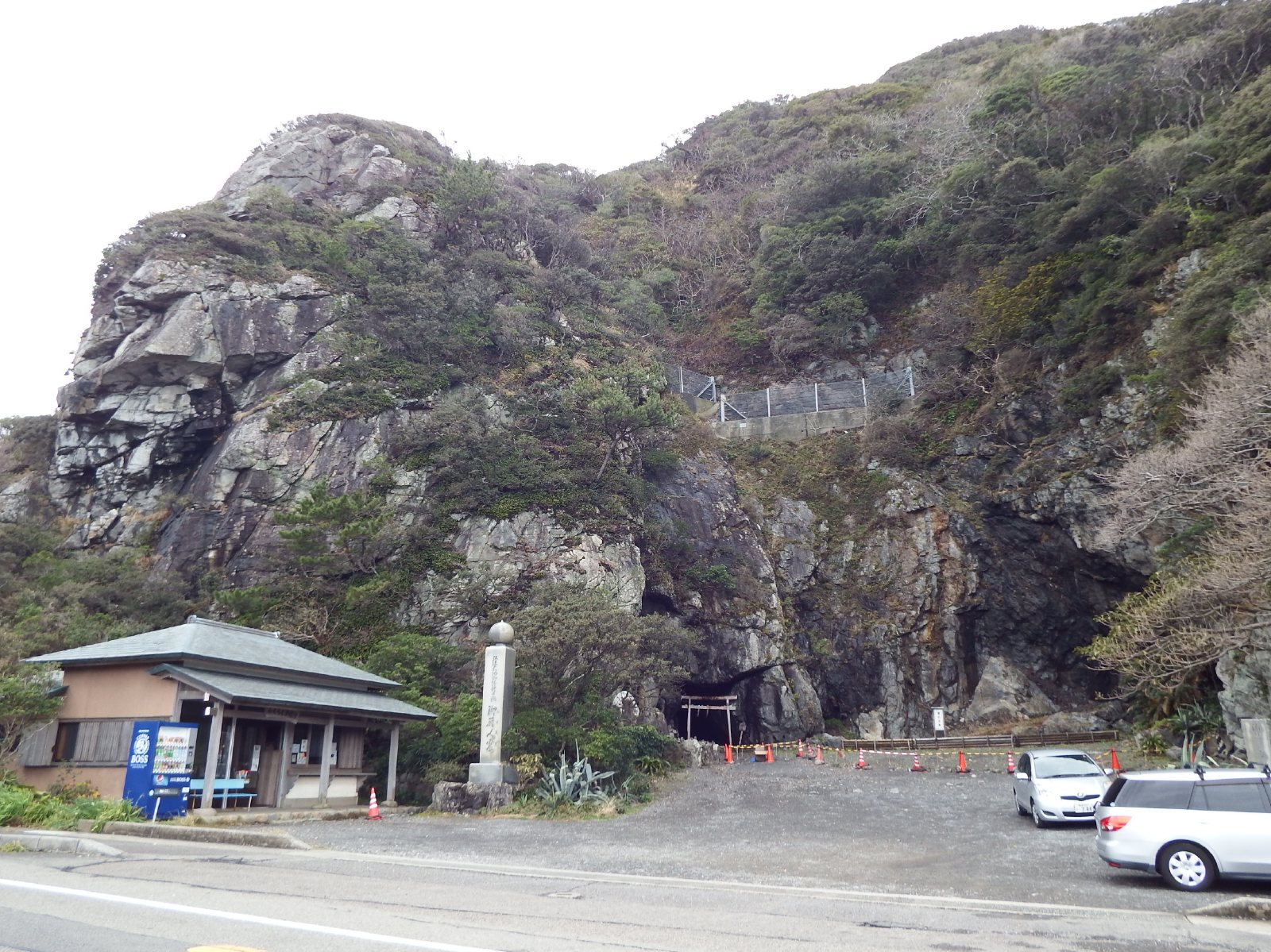
全景
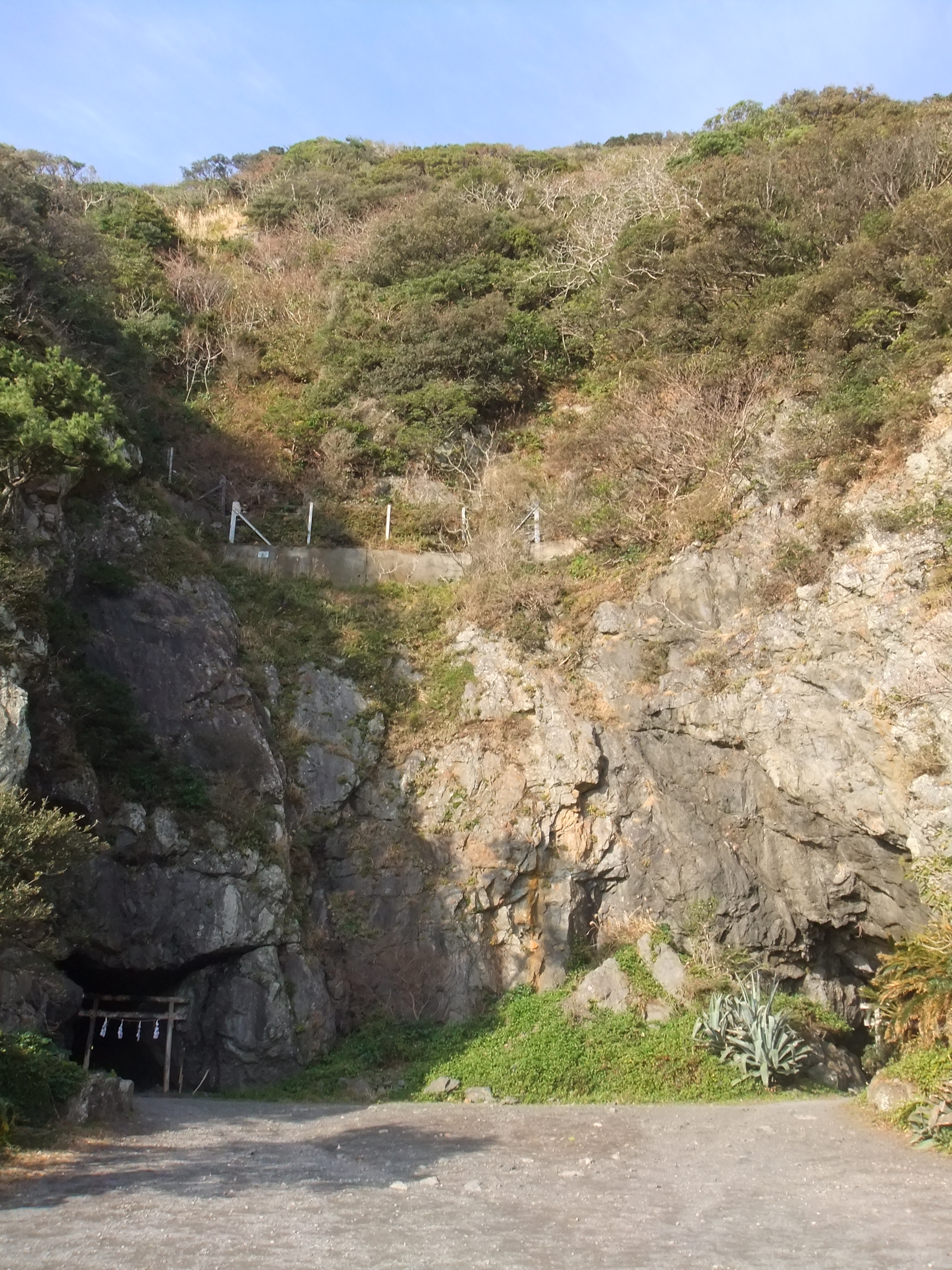
御厨人窟と神明窟（2012年）
天狗岩
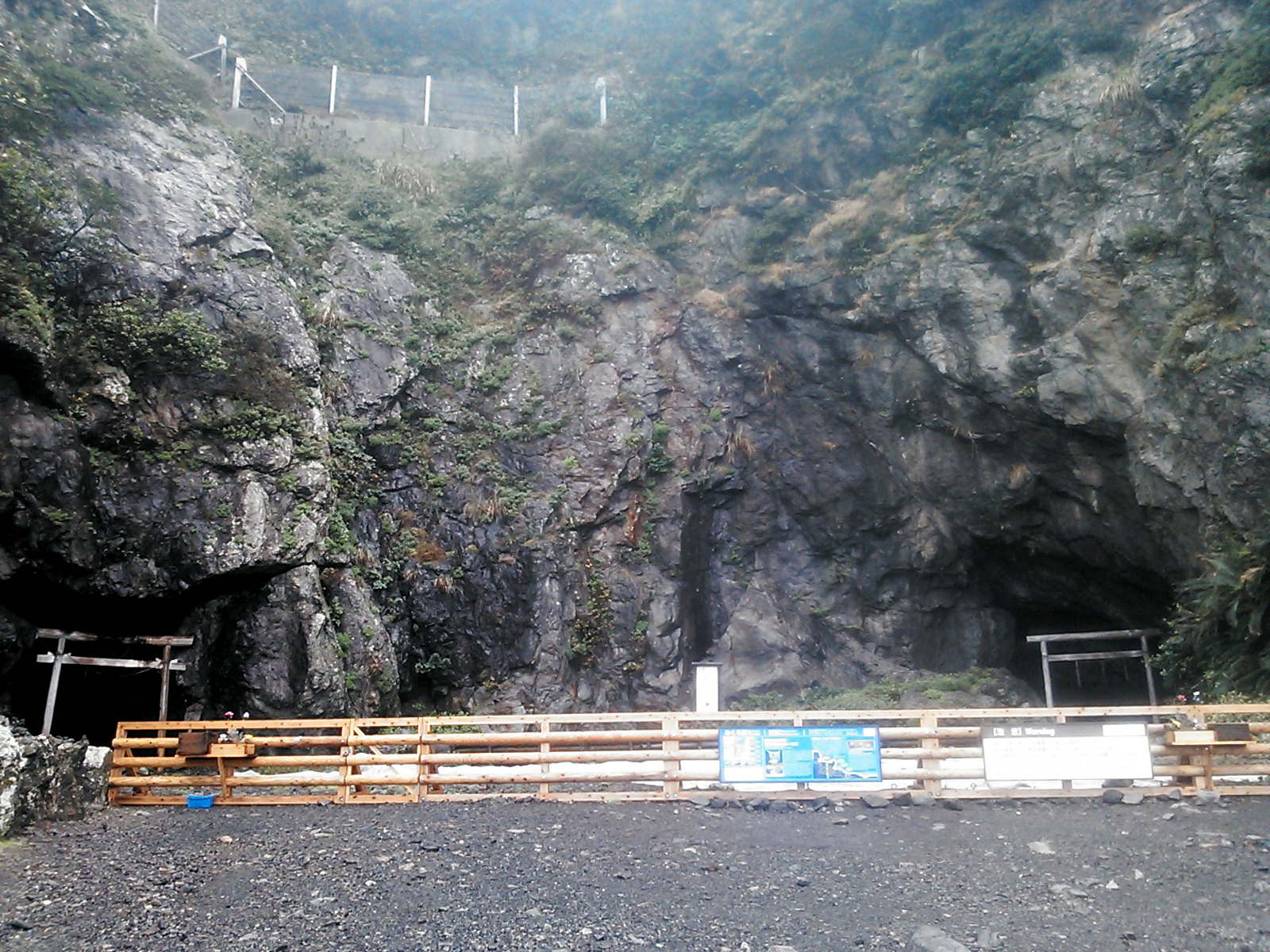
2015年11月～2019年3月の侵入防護柵

御厨人窟
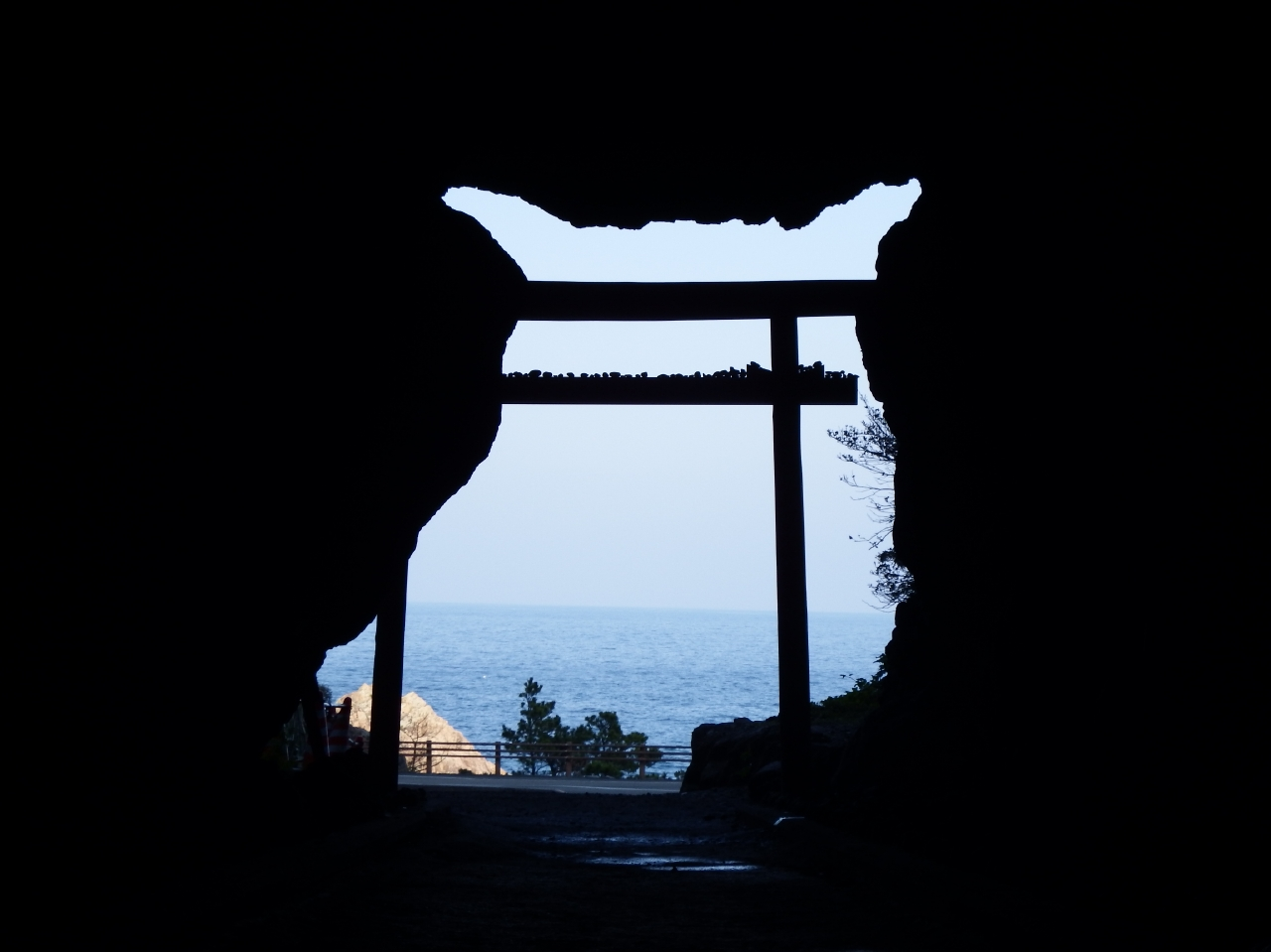
御厨人窟内からの光景
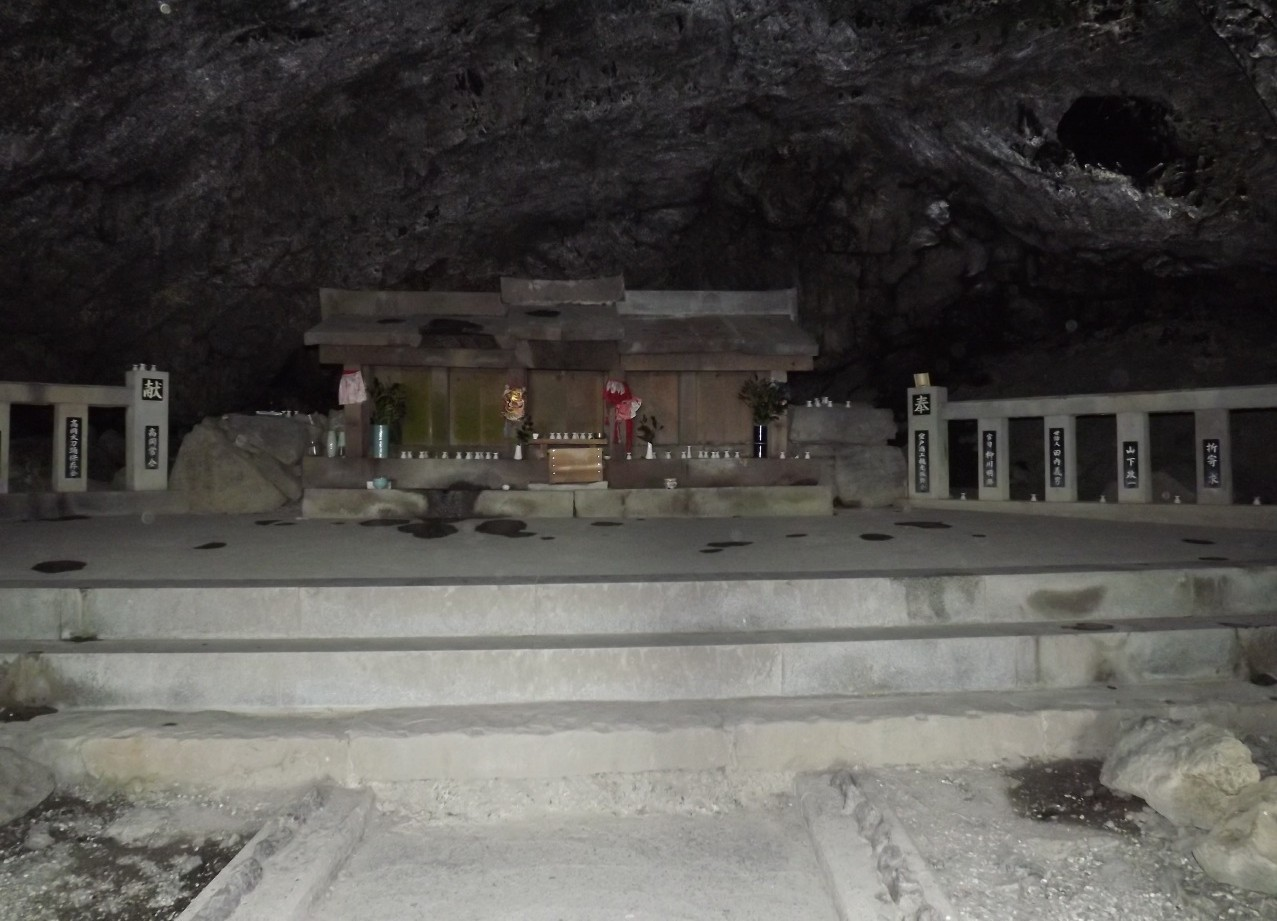
内部
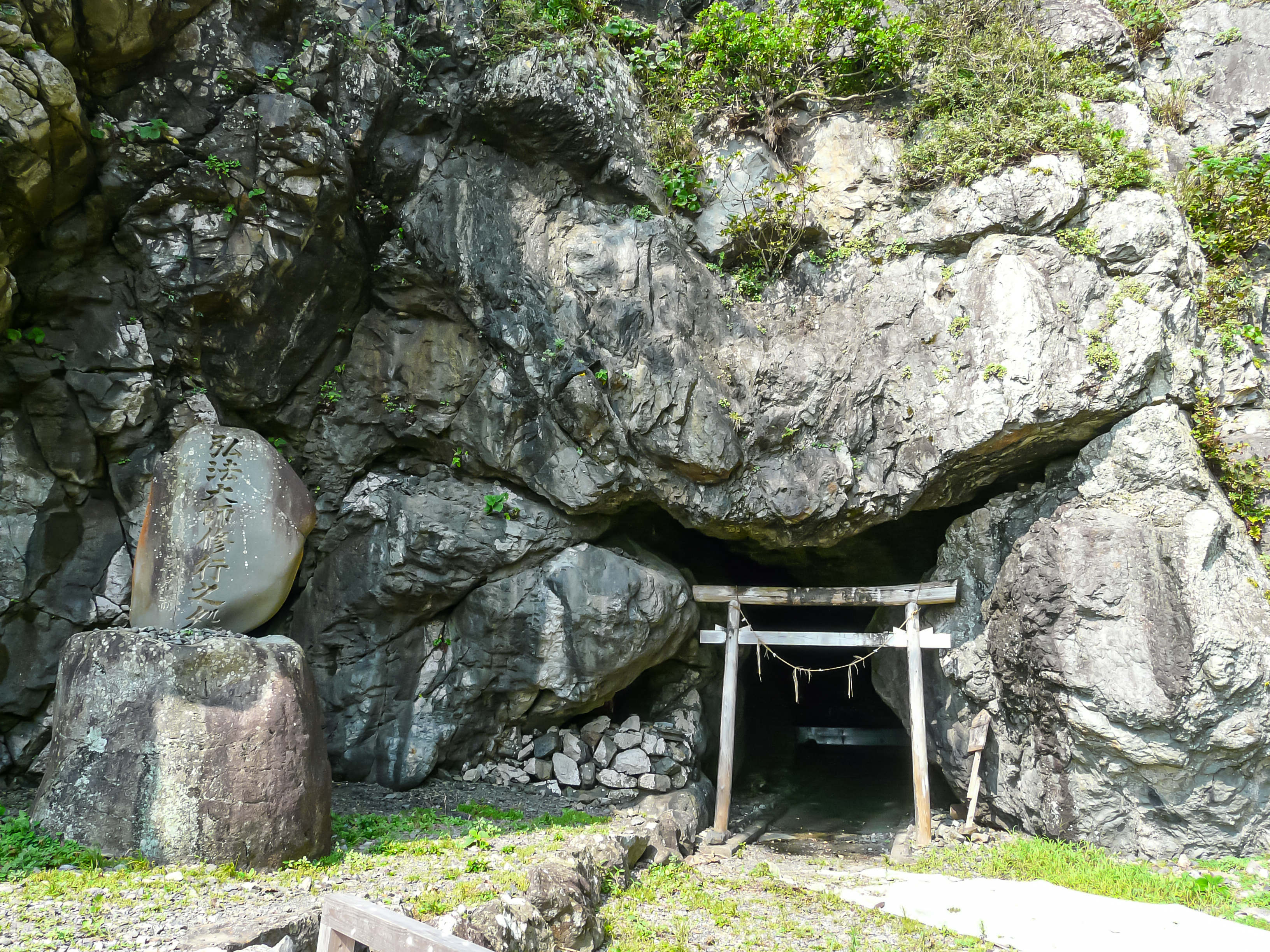
入り口（2018）
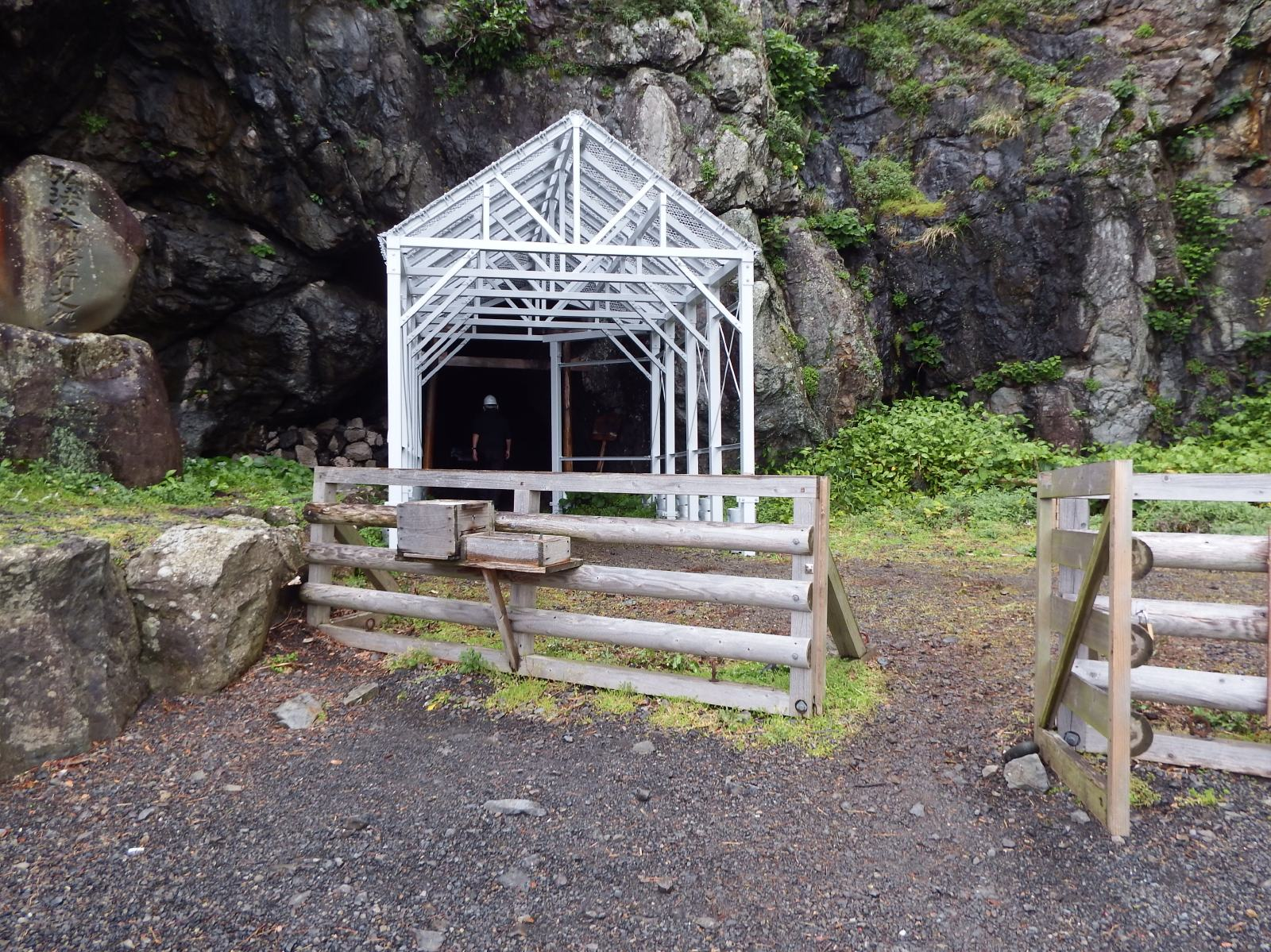
防護屋根付入口（2019）

神明窟
神明窟から海は見えない
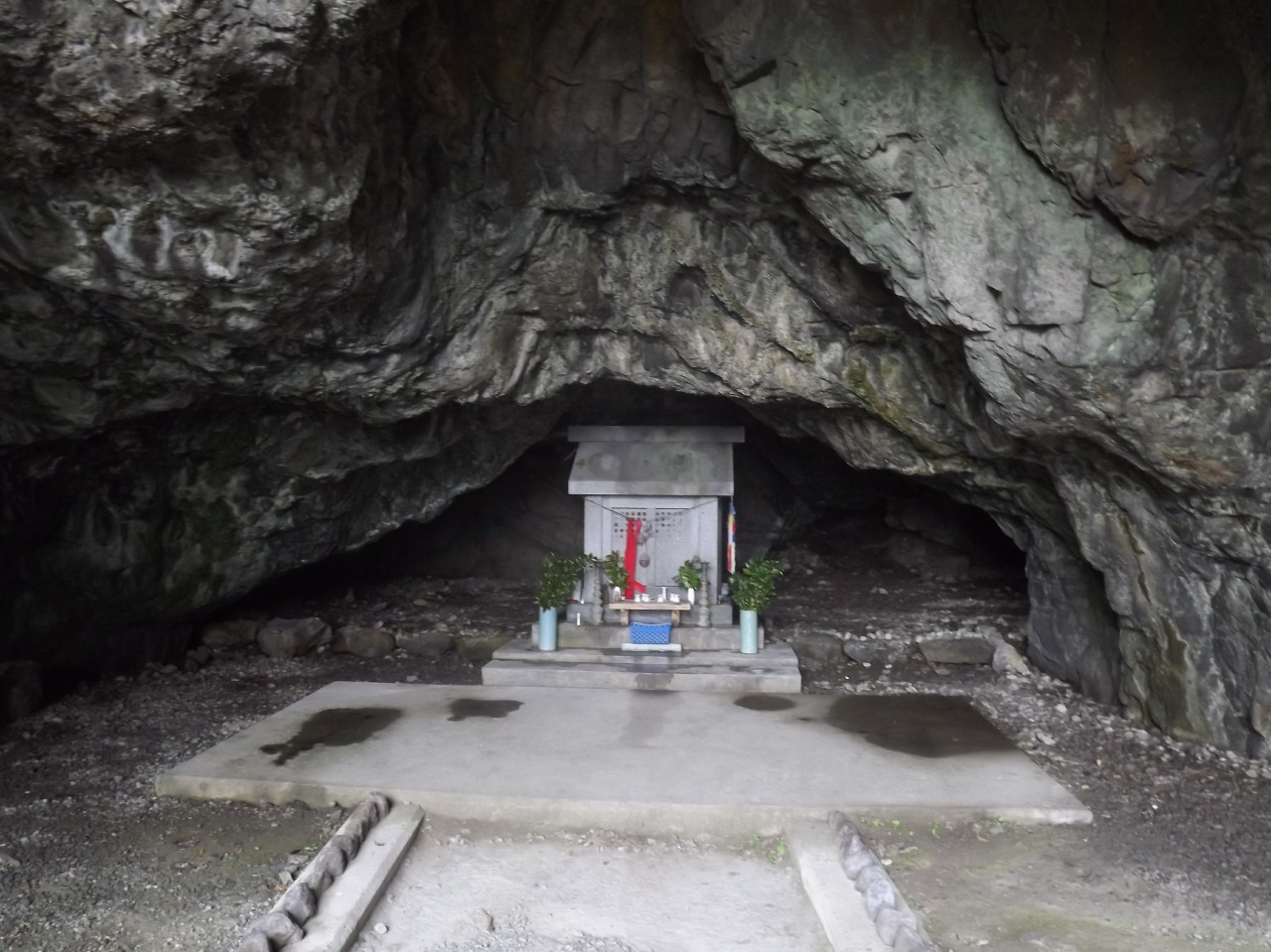
内部
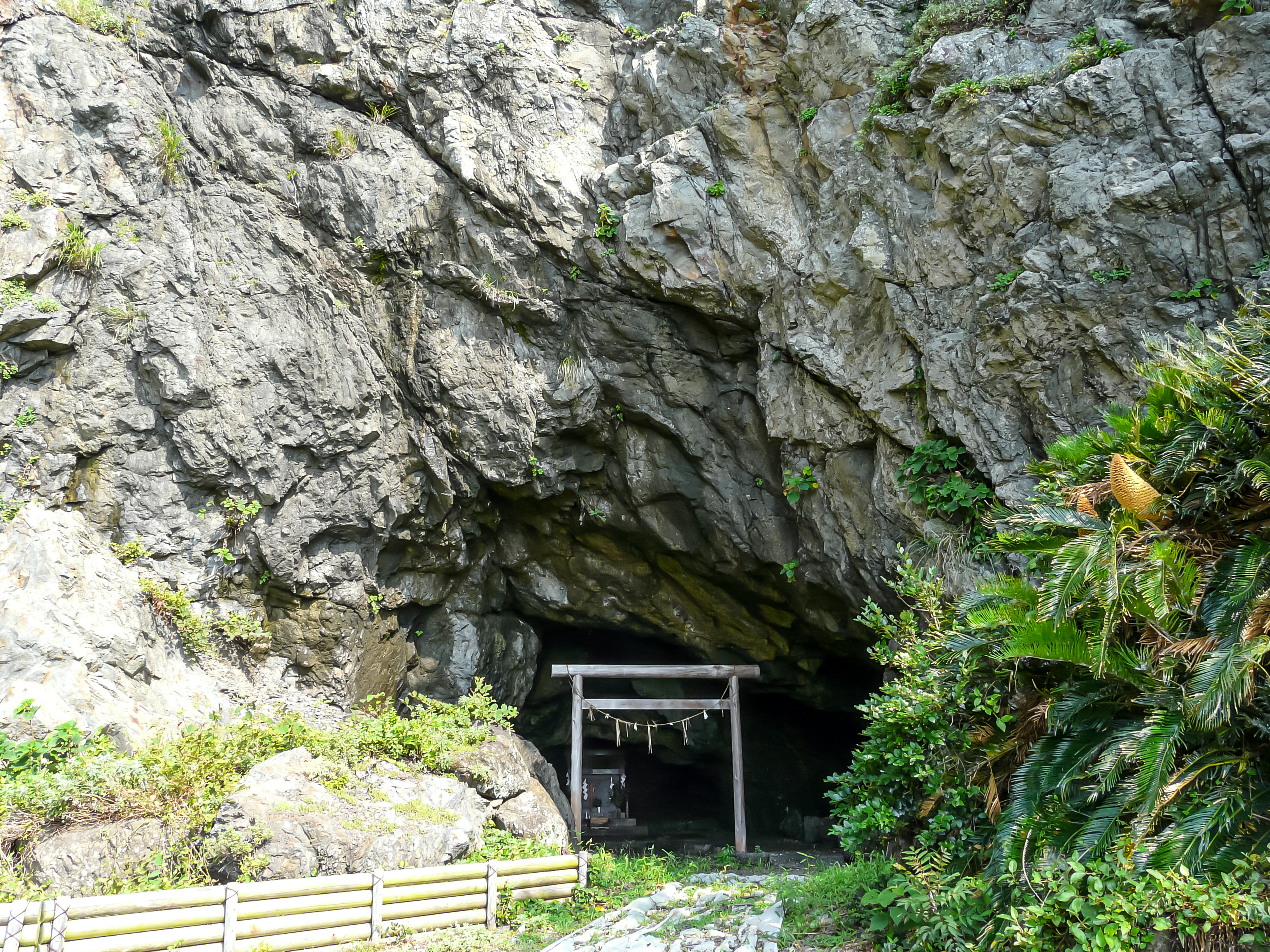
入り口（2018）
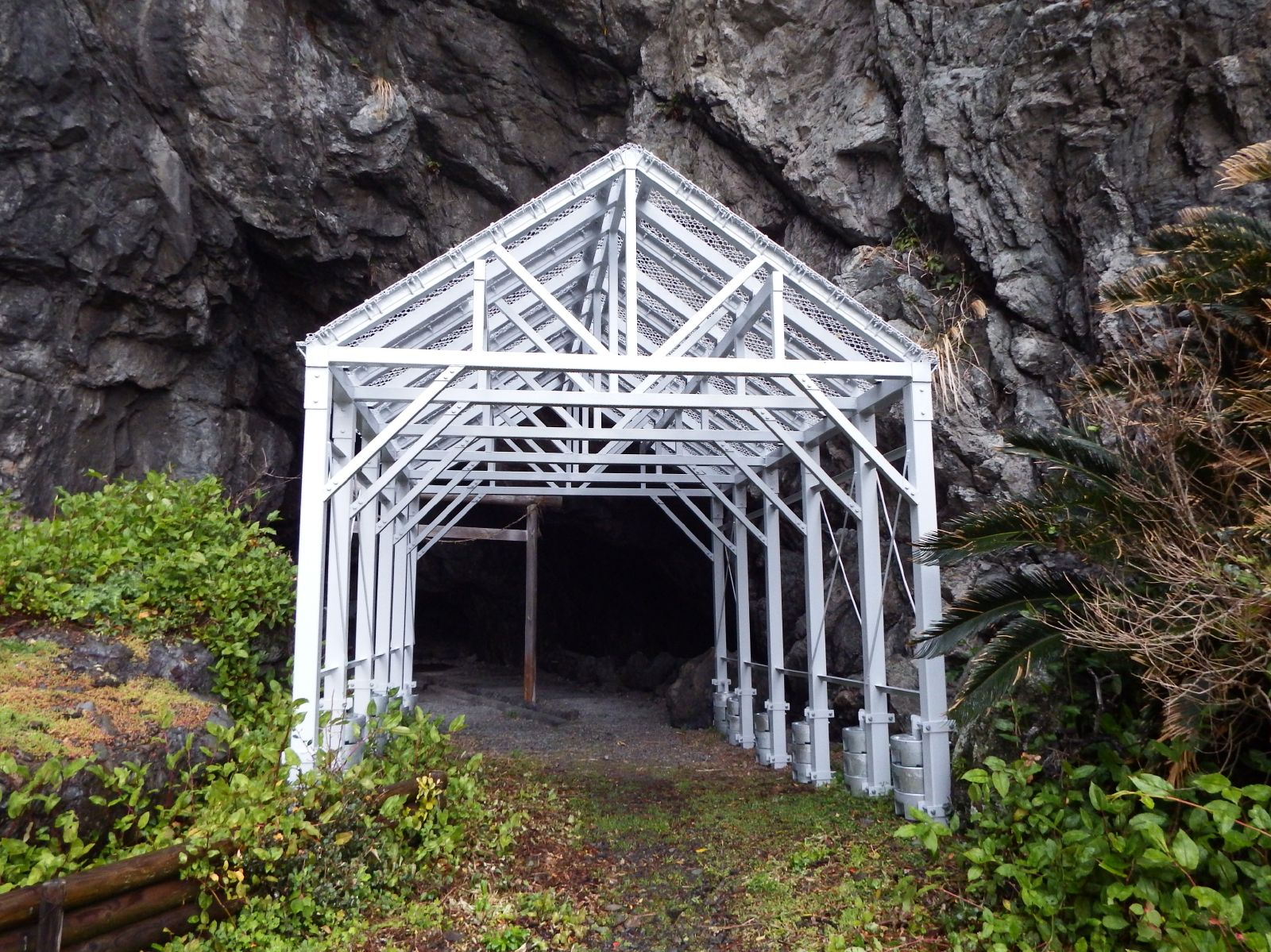
防護屋根付入口（2019）

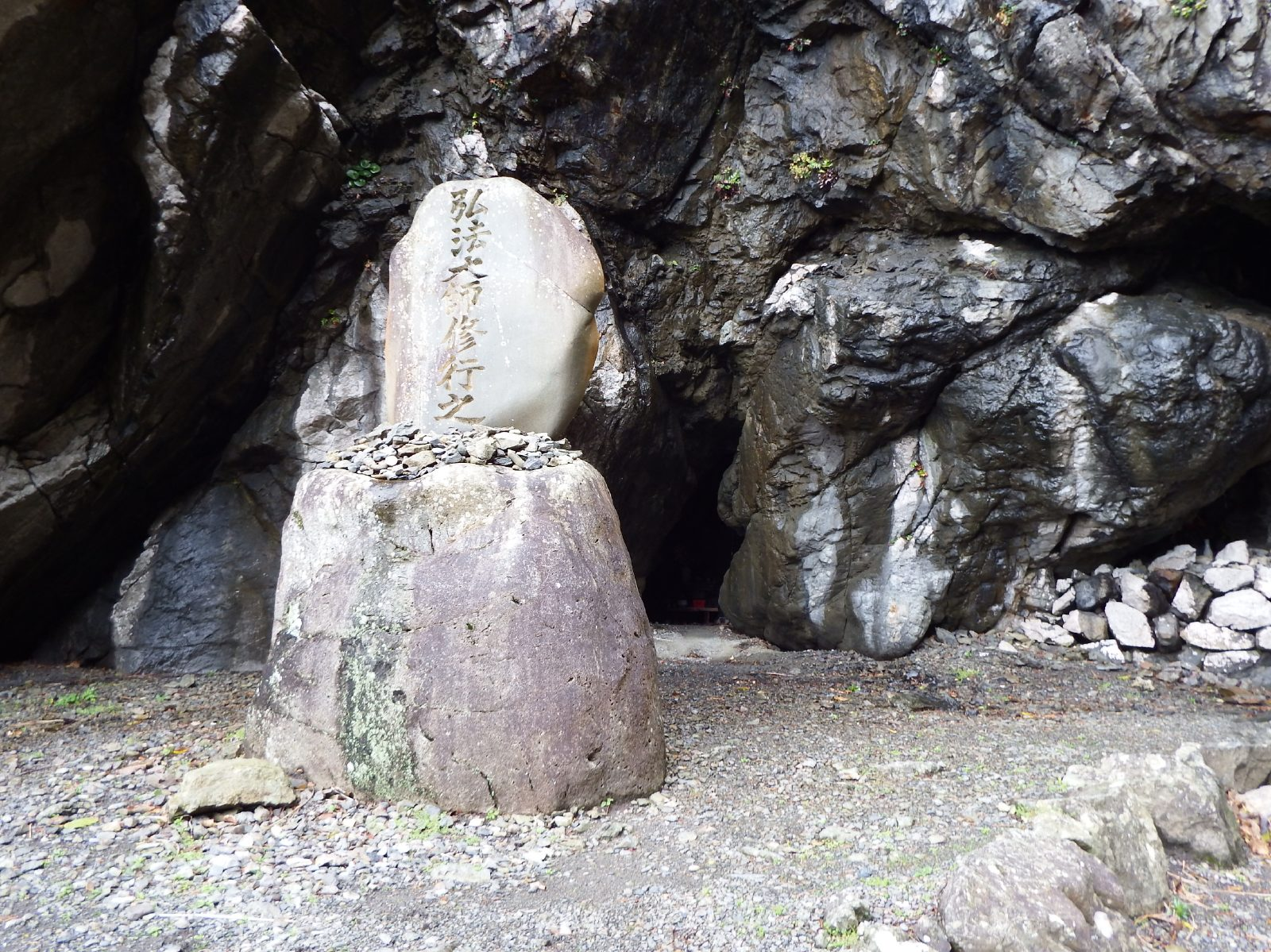
御厨人窟左方の浅い窟
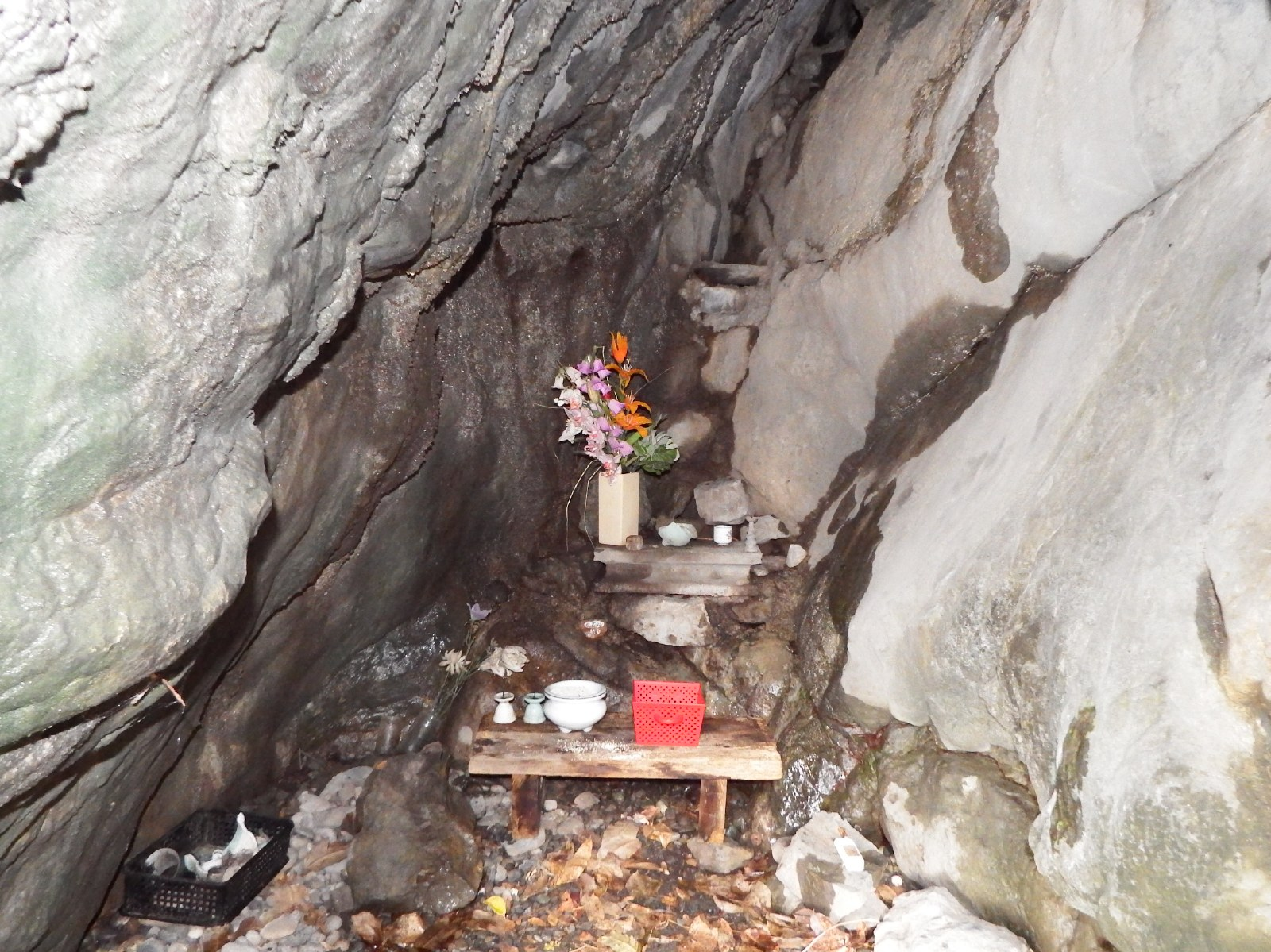
窟内部

句碑：川田十雨「潮けむりあがりし磯の遍路道」が入口付近の右に、渡辺水巴「乱礁の巣に鳥入りし月の秋」が御厨人窟の入口の左に。高浜虚子「龍巻に添うて虹立つ室戸岬」が国道を約100ｍ北へ行ったビシャゴ岩の道路の向かいの藪の中にある。

## 備考
- 全景画像の左上の岩盤を反対側から見ると天狗の顔に見えることから天狗岩と呼ばれている。
- 御厨人窟賞（みくろどしょう）は、高知県競馬組合が高知競馬場で施行する地方競馬の重賞競走である。正式名称は「デイリースポーツ杯　御厨人窟賞」デイリースポーツが優勝杯を提供している。

## アクセス
- 土佐くろしお鉄道ごめんなはり線 奈半利駅よりバスにて1時間 岬ホテル前バス停下車。
- 阿佐海岸鉄道 甲浦駅よりバスにて50分 岬ホテル前バス停下車。
- 車では高知市または徳島県阿南市より、ともに国道55号を約2時間。